# Michel Lasne
Michel Lasne, oppure Michel Asne (Caen, 1590 – Parigi, 4 dicembre 1667), è stato un incisore e disegnatore francese.

## Biografia

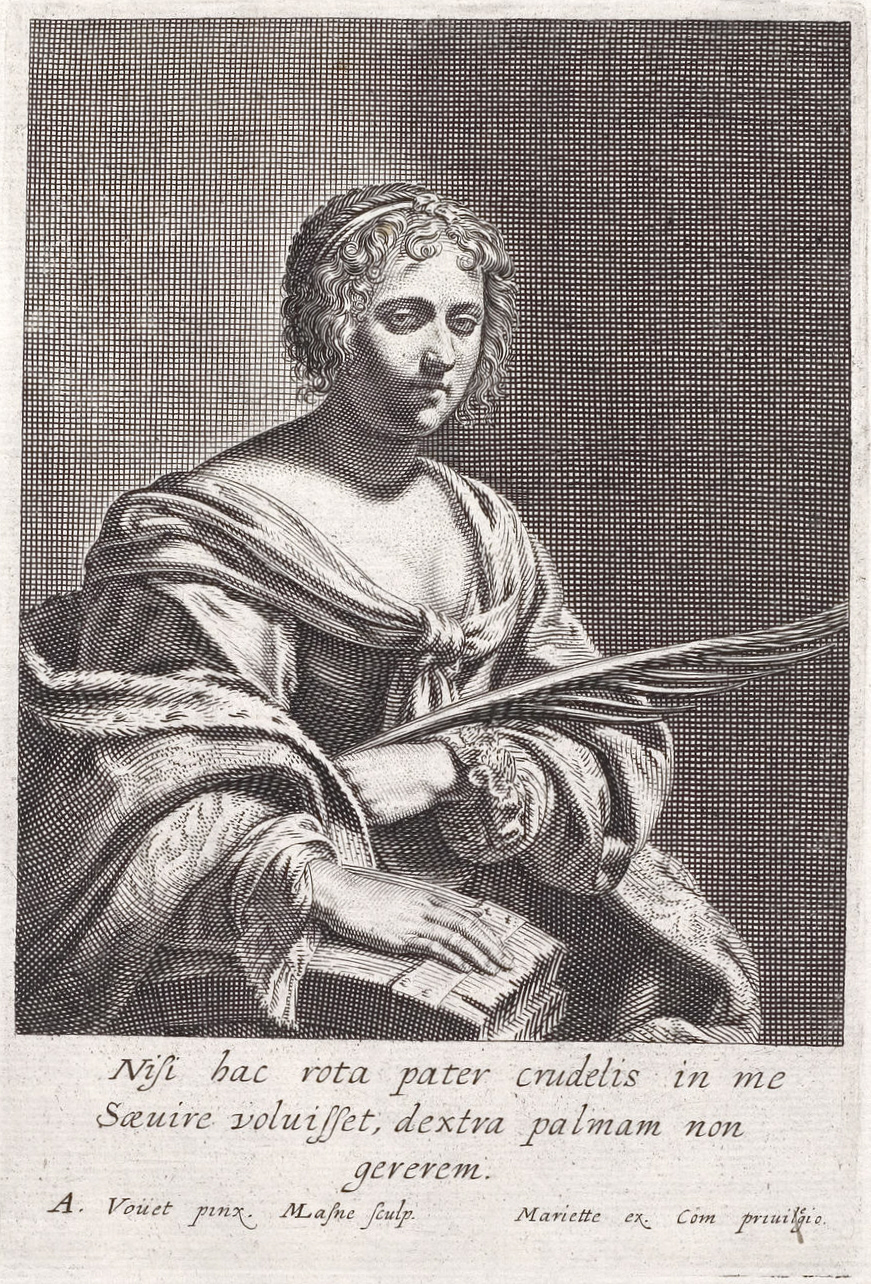
Arolsen Klebeband

Michel Lasne nacque a Caen nel 1590, figlio di un orafo.
Fu un membro documentato della Corporazione di San Luca di Anversa nel 1617-1618 e probabilmente lavorò sotto la guida di Peter Paul Rubens e Antoon van Dyck.
Nel 1633 diventò l'incisore ufficiale del re Luigi XIII di Francia. Le fonti storiche affermano che realizzò 759 stampe, tra cui 23 ritratti della famiglia del re Luigi XIII. Tra i suoi ritratti principali si possono menzionare Bernard de la Vallette, Anna d'Austria, Richelieu, Mazarino, Seguier, Giulio Strozzi, Carlo Doria, Quesnel.
Firmava le sue opere Michael Asinus Sculptor Regius.

Incise e pubblicò un libro di disegni per insegnare agli allievi, sul quale scrisse:
(Michel Lasne)
Incisore sapiente, intagliatore a bulino della scuola del Francesco Villamena e del Cornelis Bloemaert II, si caratterizzò per una certa secchezza di tratto; alcune sue incisioni vennero eseguite in collaborazione con Jacques Callot.
Tra le sue stampe, molto apprezzata risultò quella intitolata Chateau royal et parc de Saint-Germain-en-Laye (1614), tratta da un dipinto di Alessandro Francini.
Lasne riprodusse opere di Paolo Veronese, Carracci, Étienne Picart, Rubens, Tiziano Vecellio, Spagnoletto, Nicolas Mignard, Philippe de Champaigne.
Michel Lasne morì a Parigi il 4 dicembre del 1667.